# Радянський партизанський рух на території України у часи Другої світової війни
Радя́нський партиза́нський рух на території України — рух Опору громадян Радянського Союзу проти німецьких окупантів та їх союзників на території України у 1941—1944 роках, організований радянськими та партійними органами, в тому числі — НКВС. Загальна чисельність українських партизанів, переважно із цивільних громадян, становила в 1941—1943 роках — від 5 до 30 тисяч бійців, в 1944 році — від 30 до 50 тисяч бійців.
Численні накази вищого військового керівництва орієнтували партизан на вчинення диверсій і знищення живої сили ворога, проте немає жодного документа, де вказувалось би на необхідність захищати мирне населення. Провокуючи гітлерівців на масові розправи, диверсанти насправді виконували директиву Москви: «Зробити нестерпним життя мирного населення і піднімати народ на боротьбу проти окупантів».

## Передумови
Організація руху опору в Україні у 1941—1942 роках була пов'язана з величезними труднощами. Концепція війни «малою кров'ю на ворожій території», що панувала напередодні війни, не передбачала діяльності партизанських загонів та створення належної людської, збройної та матеріальної бази для функціонування в умовах окупації.
Проте, реальні подіЇ 1941 року скорегували плани ведення війни. В прифронтовій зоні при кожному радянському райвідділі міліції з добровольців, патріотично налаштованих осіб непризовного віку, або таких, що з різних причин непридатні були до стройової військової служби, створювались так звані «винищувальні батальйони», які обороняли тил Діючої армії від ворожих шпигунів та диверсантів, що масово засилались супротивником (в основному з числа колишніх співвітчизників-емігрантів), та від місцевих кримінальних елементів, а також — забезпечували в координації з військами НКВС належний радянський порядок в прифронтовій смузі в умовах війни. Після відступу Червоної Армії на схід, певна кількість озброєних винищувальних батальйонів, що не встигла відійти з армійськими підрозділами на схід, залишалась на окупованій території свого району. Потрібно взяти до уваги падіння віри в могутність Радянського Союзу серед населення та деморалізацію серед комуністів-підпільників на той час. Деякі члени колишніх винищувальних батальйонів НКВС пішли в глибоке підпілля, інші були викриті німцями й розстріляні або завербовані до Гестапо. Згодом, комуністи-підпільники, яким вдалося вижити зуміли налагодити зв'язок з командуванням Червоної Армії та з її допомогою почали зорганізовувати підпільно-партизанські групи. Надалі ці партизанські підрозділи поповнювались бійцями Червоної Армії, котрі попали в оточення, та цивільними людьми, що в такий спосіб намагалися чинити опір німецьким каральним групам, об'єднувались в партизанські з'єднання, створювали цілі партизанські зони та райони, в яких діяла радянська влада та правила більшовицька ідеологія.
У рядах українських радянських партизанів були колишні військовослужбовці РСЧА. В Україні знаходилась величезна кількість полонених червоноармійців. Майже всіх полонених німці тримали в шталагах — концентраційних таборах для військових. Невеликій частині з цієї категорії осіб вдавалось вирватися з полону, іноді завдяки активним діям малих загонів УПА, які атакували німецькі табори для військовополонених щоб звільнити своїх побратимів. Колишні військовослужбовці РСЧА тікали в сільську місцевість і там намагалися пристосуватися до життя. Згодом вони поповнювали ряди партизанських загонів (не лише радянський, але й УПА), оскільки для багатьох бійців це була єдина можливість продовжувати війну з ворогом і чинити опір військовим підрозділам німецької армії.[джерело не вказане 1221 день]
Частина червоноармійців, які у 1941 році відстали від своїх частин, але не потрапили в полон, осідали у селах під різними легендами. У багатьох випадках це був командний склад Червоної Армії, найбільш підготований до ведення активної боротьби проти загарбників. Згодом вони також поповнювали ряди радянських партизанів.
Також у лісах було багато дезертирів, які залишили частини Червоної Армії та зовсім не збирались воювати у складі радянських партизанських загонів. Радянські партизани під проводом командирів НКВС фізично знищували цих людей як злочинців або як ворогів радянського ладу. Досить часто на власний розсуд радянських командирів в категорію «ворогів радянського ладу» записували мирне населення окупованих німцями територій, що не бажало віддавати радянським партизанам харчі. Тому нерідко радянські партизани вдавалися до пограбування й мародерства та проводили каральні операції проти «непокірного» мирного населення України.

## Головні етапи руху

### Становлення: 1941—1942 роки
29 червня 1941 ЦК ВКП(б) видав наказ організувати партійне підпілля на окупованій німцями території, щоб пізніше розгорнути з нього партизанський рух. В Україні у 1941—1942 роках таке підпілля вдалося створити лише у деяких містах, бо навіть більшість членів КПУ відмовилися від покладеного на них доручення і з приходом німців легалізувалися.
До літа 1942 року на території України продовжувало діяти лише близько десятої частини створених владою підпільних груп, що становило лишень дві тисячі осіб. Наприкінці 1941 недовгий час діяв загін в околицях Нікополя й Кривого Рогу (500 осіб), що мав завдання знищити непошкоджені шахти, але німці цей загін швидко ліквідували. Та ж сама доля чекала на загін, що діяв взимку 1941—1942 біля Павлограда і на східній Дніпропетровщині (близько 400 осіб). Довше діяли партизани в Криму.
Про неефективність діяльності партизанських підрозділів в степовій зоні свідчить «Альбом партизанської слави українського народу у Великій Вітчизняній війні 1941—1945 років». При перегляді цього видання впадає в око, що переважна більшість партизанських загонів Дніпропетровської області проіснувала всього два місяці — з серпня по жовтень  1941, так і не спромігшись організувати підривну діяльність у тилу в німців. Наприклад, у Солонянському районі був організований партизанський загін (командир — Волобуєв Карпо Родіонович, комісар — Голуб Сергій Дем'янович), який фактично діяв у Запорізькій області та припинив існування на початку жовтня 1941 року.
Для керівництва партизанським рухом і координації його дій з операціями Червоної Армії 30 травня 1942 року при Ставці Верховного Головнокомандування був створений Центральний штаб партизанського руху (ЦШПР) на чолі з першим секретарем ЦК КП(б) Білорусі П. К. Пономаренком. 20 червня 1942 року був створений Український штаб партизанського руху (УШПР) з центром у Луганську, а пізніше у Москві. Номінальним керівником Українського штабу був Микита Хрущов, фактичним — Тимофій Строкач, заступник народного комісара НКВС УРСР.
Для забезпечення взаємодії партизанів з регулярними військами при військових радах декількох фронтів і армій були створені представництва партизанських організацій. Також значну роль в організації партизанського руху зіграло партійне підпілля. Таким чином, зі створенням штабів партизанського руху і зміцненням партійного підпілля в основному завершилася робота зі створення системи централізованого керівництва партизанським рухом. У розпорядження УШПР були виділені радіовузли, шпиталі, зброя, транспортні літаки й ін. Діяла школа з підготовки партизанських кадрів.
Партизанський рух в Україні набуває масовості з кінця 1942 року. Це було наслідком остаточного розчарування українського населення в «нових порядках» «визволителів», та відповідною реакцією на терор проти мирного населення, вбивства заручників, геноцид євреїв, депортацію на примусові роботи в Німеччину. З іншого боку, на цей час комуністична партія Радянського Союзу разом з Комуністичною партією України зуміла надати комплексну підтримку партизанському руху — агітацією, кадрами, матеріальним забезпеченням.

### Організований опір: 1942—1944 роки
Перші радянські загони партизанів з'явились наприкінці 1941 року під Черніговом, Сумами та Брянськом під керівництвом Миколи Попудренка та Сидора Ковпака. Ці групи й стали зародком пізнішого руху радянських партизан у лісах північної України. Вони почали проявляти незначну активність навесні 1942, встановивши радіозв'язок із Москвою. Їм на допомогу було скинуто на парашутах розвідників Червоної армії. До цих загонів приєднались також групи радянських військ, які прорвались з оточення на схід від Києва у вересні 1941 (наприклад, О. Сабурова).
У 1943 році партизани контролювали лісові райони Північно-Східної України, завдаючи втрат тиловим німецьким підрозділам, адміністрації та інфраструктурі цих районів. З наближенням Червоної армії восени 1943 рух радянських партизан в Україні пожвавився. Якщо на 1 січня 1943 року в Україні було 13 300 партизанів (у 7 з'єднаннях і 155 самостійних загонах), то на 1 грудня 1943 року — вже 43 500 (29 і 83). На початок 1944 їх кількість зросла до 47 800.
За наказом Українського штабу партизанського руху (УШПР) загони С. Ковпака і О. Сабурова з жовтня 1942 до березня 1943 пройшли рейдом північчю України. Вони проходили переважно територією слабо зайнятою німцями, через що збройних сутичок було мало.

У травні-жовтні 1943 року загін Ковпака здійснив відомий рейд по Україні з Путивля через Волинь у Карпати із завданням «перерізати шляхи відступу фашистам», коли почалися бої за Дніпро, а також для створення політичного і психологічного ефекту на Волині і в Галичині, де бої з німецькою армією вели загони УПА. Загони УПА спочатку пропускали радянських партизанів на західноукраїнські землі в надії, що ті чинитимуть опір німецькій армії. Проте бійці загону Ковпака активно проявляли себе не в боях з німецькими каральними загонами, а в акціях мародерства та знищення антирадянсько налаштованого місцевого населення .
1 серпня 1943 року під Делятином німці розбили загін Ковпака (в бою коло села Заріччя загинув комісар загону генерал-майор Семен Руднєв). З метою захистити рідні терени і мирне населення від розбою та мародерства радянських партизан, УПА знищувало розпорошені після розгрому малі рештки загону Ковпака. За Армстронґом, з 3 500 ковпаківців залишилося ледве 500. Проте рейд Ковпака мав психологічний успіх, бо створив хаос у Галичині восени 1943 року й радянська пропаганда чудово використовувала це для підняття бойового духу в Червоній Армії й для культивації віри в її перемогу серед населення на окупованих німцями територіях.
Рештки ковпаківців увійшли до складу Першої української партизанської дивізії під командуванням Петра Вершигори, яка з кінця січня до липня 1944 року пройшла рейдом з Волині (каральні операції проти мирного населення та бої з УПА), через північно-західну Галичину, Холмщину, Підляшшя та Білорусь.
У 1943 році також пройшли рейди менших загонів радянських партизан: Михайла Наумова (на півдні України), Якова Мельника та Олексія Федорова (Правобережжя й Волинь) та інші. На Волині також діяв загін Василя Бегми. Партизанською професіональною формацією розвідувального типу був загін полковника НКВС Дмитра Медвєдєва, який діяв на Волині (частково на Львівщині та Грубешівщині) у 1942–1944 роках і виконав ряд терористичних актів проти німців: атентати в Рівному, убивство віце-губернатора О. Бауера агентом Миколою Кузнецовим у Львові тощо.
Український штаб проіснував до 1 червня 1945 року; в кінці війни він керував радянськими партизанами у Польщі і Словаччині. Важливі партизанські рейди в Україні в 1944 (крім згаданого П. Вершигори) здійснили загони: Івана Артюхова, В. Шангіна, М. Шукаєва (осів у галицьких Карпатах, де зазнав поразки у боях з УПА, згодом подався у Словаччину).
Значну роль радянські партизани відіграли в боротьбі проти українського бандерівського руху, збирали відомості про свідомих українців, створювали різні провокації, ліквідували низку українських патріотів. Щодо Української повстанської армії радянські партизани зайняли також позицію активної боротьби відповідно до своїх переконань та загальної політики комуністичної партії, спрямованої на придушення національно-визвольних рухів на теренах СРСР та Східної Європи. З цією метою від 1942 року в кожному загоні партизан існував Особливий відділ НКВС, пізніше «СМЕРШу».
З моменту окупації німецькими військами Херсона на його околицях працював партизанський загін під командуванням Омеляна Гірського. Головною метою було максимально ускладнити перебування фашистів у місті. Вони спалювали склади з пальним, псували техніку. А одного разу навіть змогли забрати із собою життя 15 німецьких офіцерів. Партизани йшли на найзухваліші та найнебезпечніші речі. На цей раз вони напали на ресторан «Херсон». Точного опису тих подій в історії не збереглося. Але результат їхньої «акції» не міг не лякати окупантів.
У загоні Гірського було сто осіб. Невелика кількість, але перевага в такій справі була не за кількістю, а якістю. Самовіддані херсонські партизани змогли знищити 33 гітлерівці, заволодіти 12 автоматами, 6 мотоциклами, легковими машинами та вантажівками. Але й солдати третього рейху, теж не були простофілями. У жовтні 1941 року загін зазнав великих втрат недалеко від Скадовського району. Село Мала Андріївка стала могилою для партизанів та самого О. Ю. Гірського.
Відомою у центральній Україні є історія мешканки Кіровоградщини, Лукії Юхимівни Стаченко (1879-1973) що допомагала партизанам Чорного лісу - одного з найбільших в Центральній Україні осередку спротиву окупантам, та врятувала сотні життів. Її сина-фронтовика, Опанаса Дем'яновича Кравцова вислали на Камчатку після війни, а її старший онук, Дмитро загинув від Голодомору 1946-1947 .

## «Альтернативні» радянські партизани
Окрему групу радянських партизанів в Україні становили невеликі загони та комсомольські підпільні групи, що виникали стихійно і мали скоріше національно-комуністичний характер: підпілля у Вінниці (його учасників заарештувало в 1944 НКВС), загін на Чернігівщині, що кинув гасло: «Проти Гітлера і Сталіна» (його в березні 1942 року ліквідував загін Олексія Федорова), загін капітана Кудрі у районі Диканських лісів та удовж Ворскли тощо. Ці партизани зв'язку з Українським штабом у Москві не мали і тому після війни офіційно довго не визнавалися радянськими партизанами.

### Кількість партизан
6 березня 1942 року нарком внутрішніх справ УРСР Василь Сергієнко направив секретарю ЦК КП(б)У Дем'янові Коротченку доповідну записку. У ній значилося, що з серпня 1941-го по 1 березня 1942 року НКВС УРСР сформував 1874 партизанських загони чисельністю 29 307 осіб і заслав у тил ворога 776 агентів-одинаків і зв'язкових з партизанськими загонами — разом понад 30 000 осіб. Тим часом, у доповідній записці НКВС СРСР від 1 травня 1942 року повідомлялося, що в Україні діє 37 партизанських загонів з 1918 учасниками. Тобто «некомплект» склав близько 28 000 осіб або 93 % від чисельності партизанів, залишених у тилу або засланих у тил нацистів в Україні НКВС УСРР і КП(б)У в перші десять місяців війни. Більшість партизанів дезертирували (точніше — пішли додому), а загони саморозпустилися через безперспективність, а головне — небезпека опору німцям. Крім того, антирадянські настрої населення в перші місяці війни були настільки сильними, що партизанам не вдавалося знаходити спільну мову з мирними жителями — своїми родичами.
1 березня 1944 року перший секретар ЦК КП(б)У Микита Хрущов, виступаючи на сесії Верховної Ради УРСР[джерело?], заявив: в Україні діяли 228 партизанських загонів кількістю 60 000 осіб. А вже 20 серпня того ж року в доповідній записці Українського штабу партизанського руху йдеться про 115 тис. Через декілька місяців у документах УШПР фігурує 180 тис. У травні 1945-го ЦК КП(б)У вже оперувало даними в 200 тис. осіб. У партизанських формуваннях воювали представники 62-х національностей СРСР та інших країн. При цьому українці становили 59% від загальної кількості партизанів (для порівняння: росіяни – 22,2%). Серед особового складу партизанських формувань переважали безпартійні — 66,5%, комуністи — 13,6, комсомольці — 19,9%. 1975 року, після чергової кампанії з виявлення партизанів, з'явилася нова цифра — 501 тис. Українська партноменклатура тоді прагнула показати свою республіку «найбільш партизанською з усіх партизанських»..
Усі ці цифри історики піддали ревізії після розпаду СРСР. Зокрема Анатолій Кентій стверджує, що реальна чисельність партизанів, які одночасно діяли на окупованій території і перебували на зв'язку з УШПР, була на січень 1944 року близько 48 000 осіб. А за роки війни загалом, пише російський дослідник Олександр Гогун, через партизанські загони пройшло близько 100 000 осіб.
468 000 солдатів Вермахту загинули від рук партизанів — такою була офіційно прийнята в СРСР статистика німецьких втрат. Ця кількість теж радикально завищена. Американський історик Джон Армстронґ, проаналізувавши німецькі джерела, пише про 30—45 000 загиблих солдатів вермахту й колабораціоністів на всій території СРСР. Німецький історик Луц Клінкхаммер називає цифру в 18 000 осіб..

### Партизанські мемуари
Появою великої кількості партизанських мемуарів тиражами 100, 150, 200 тисяч примірників радянське суспільство зобов'язане Хрущову. Після його приходу до влади книжкові полиці буквально ломилися від творів, в яких колишні партизанські командири описували свої «подвиги» в роки війни — саме свої або ж наближених до себе людей, а не рядових партизанів. Саме за цими працями абсолютна більшість радянських громадян кілька поколінь дізнавалася про партизанський рух. Створювалися вони за підтримки влади — як частина радянської пропаганди. В той же час Хрущов був противником системних історичних досліджень партизанського руху, розуміючи, що вони розвінчають романтичний образ «радянських месників».
Олексій Федоров у своїх мемуарах «Підпільний обком діє» (три томи: 1947, 1949, 1954) промовисто розповідає про допомогу, що її надають партизанам західноукраїнські селяни, і про підтримку останніми їх з'єднання практично в усьому регіоні. Тим часом командування Рівненського партизанського з'єднання № 2 у листопаді 1943 року в своєму листі повідомляло Федорова, що його бійці ведуть незаконну діяльність, на межі явного мародерства. Загін ім. Ванди Василевської, рухаючись через село Привітівка, піддав населення цього села форменному пограбуванню. «Бійці загону, — писалося в листі, — без жодного контролю і керівництва ходили по селу і вимагали все, що потрапило. Брали взуття, білизну, одяг, посуд, супроводжуючи свої дії лайкою, погрозами і застосуванням зброї, стріляючи з гвинтівок і автоматів» (тому що не мали грошей при собі, щоб заплатити).
Вельми неправдоподібно в мемуарах представлені українські націоналісти. У партизанських спогадах вони «продажні нелюди», які звіряче мучили разом з німцями місцеве населення. Так, Дмитро Медведєв у своїй книзі «Сильные духом» (1951) характеризував бандерівських партизан, щедро розсипаючи негативні епітети, анітрохи не дбаючи про їх відповідність фактам: «Бандера був махровий гітлерівець, вивченик гестапо. Він зібрав покидьки петлюрівської контрреволюції, вцілілих куркулів, весь набрід, що опинився після тридцять дев'ятого року в гітлерівській Німеччині. Його „хлопці“ грабували українські села і хутори, а прибутки від пограбувань ішли отаманові. Награбовані капітали Бандера вміщав на своє ім'я в швейцарський банк».
Проблемою в партизанських мемуарах є і те, що героями сюжетів тут часто ставали люди, які не мали ані найменшого стосунку до боротьби з німецькими окупантами і потрапили на сторінки книг завдяки знайомству з авторами. А приписки чужих операцій часто ставали предметом сварок між партизанськими «вождями», що призводили до того, що багато з них просто не спілкувалися між собою в мирний час.
Наочним прикладом тут може служити відкритий лист колишнього учасника партизанського руху Миколи Струтинського, надісланий ним до Інституту історії УРСР 26 березня 1966 року. Досвідчений партизан виявив у книзі «Поєдинок» (видана 1974), написаною одним з керівників Рівненського підпілля, Героєм Радянського Союзу Терентієм Новаком, дивні речі. Терентій Федорович безсоромно привласнив собі ідею про підрив німецької їдальні в Рівному в 1943 році, натомість, за словами Струтинського, це була задумка бійця Афоніна. Жертви вибуху в мемуарах автор також, м'яко кажучи, перебільшив.
"Новак доповів командирові загону, що вибухом міни було знищено кілька німецьких генералів, багато офіцерів і солдатів. Тепер він конкретизував цифру. Виступаючи 7 червня 1965 року на львівському телебаченні, Новак сказав, що в цій їдальні було вбито трьох генералів, чотирьох підполковників і 80 офіцерів, — пише в листі Струтинський. — З усією відповідальністю заявляю, що це зухвала брехня. У солдатській їдальні німецькі генерали і офіцери не харчувалися. Не було їх там і в момент вибуху. Насправді в результаті вибуху міни були важко поранені лише двоє: рядовий солдат-власівець і Червинський, який виконував наші завдання в комендатурі міста, де він працював шевцем, час від часу відвідував «Солдатен гейм».

## Результати
Майже 30 тисяч учасників руху опору загинуло, потрапило в табори смерті або змушено було зректися боротьби. На території Західної України, де закріпилася ОУН, дії радянських партизан не мали належної народної підтримки, хоча в радянських партизанських загонах, що діяли на цій території, звичайно були й місцеві жителі.

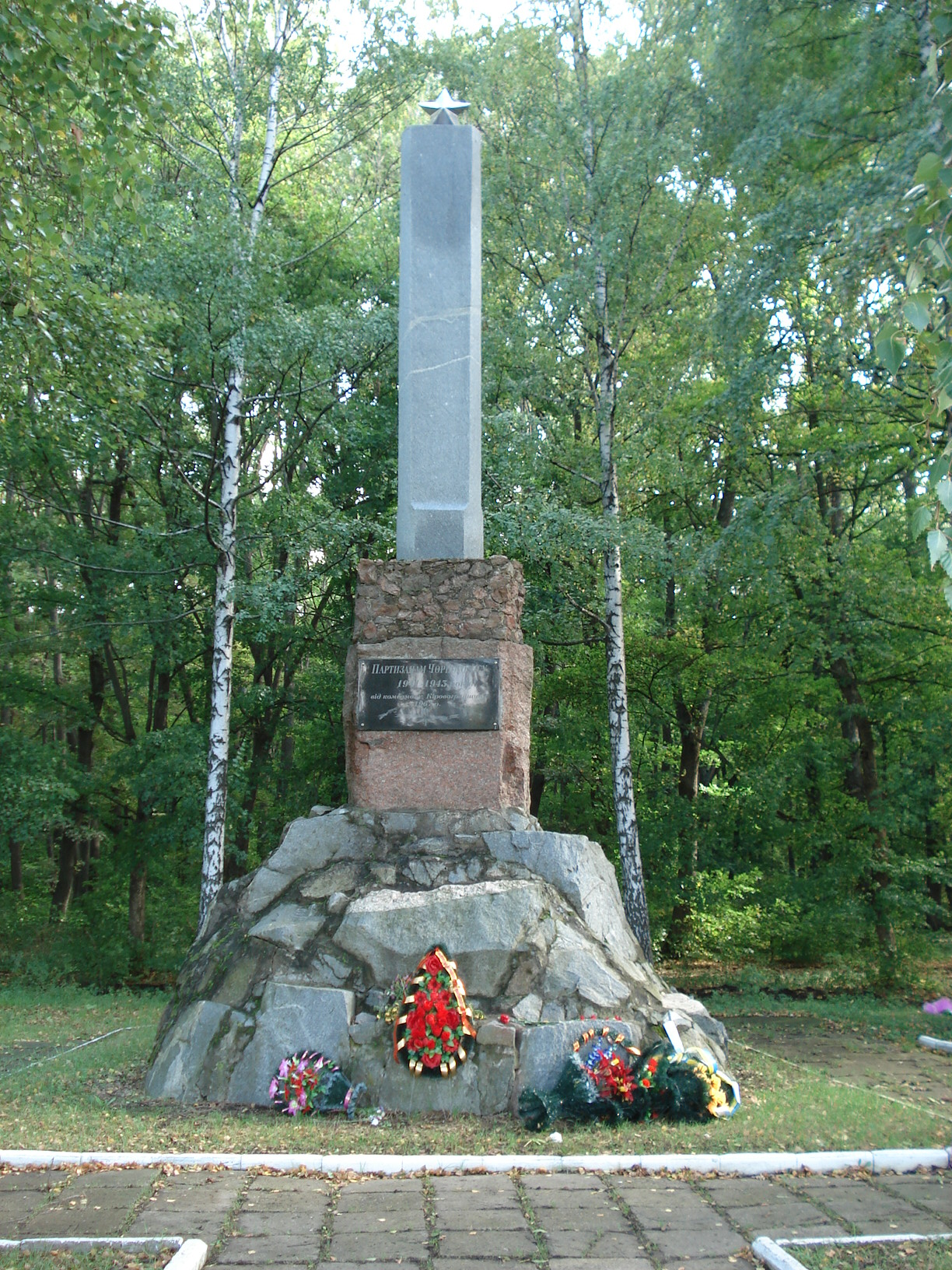
Пам'ятник знак в одному з сіл України

10 000 німців, їхніх союзників і колабораціоністів убили радянські партизани в Українській РСР упродовж 1941—1944 років. Такі приблизні дані на основі аналізу архівних документів наводить російський історик Олександр Гогун у монографії «Сталинские коммандос», виданій у Москві. Додає, що від половини до двох третин цих убитих становили українці.

## Керівники та провід
- Сидір Ковпак
- Олександр Сабуров
- Олексій Федоров
- Петро Вершигора
- Мокроусов Олексій Васильович
- Попов Д.С.
- Корчев М.С.
- Шуляк Ф.А.
- Маликов С.Ф.
- Марія Бадаєва
- Семен Руднєв